# Aiora
|  | Aquest article tracta sobre el municipi valencià. Vegeu-ne altres significats a «Aiora (desambiguació)». |

Aiora (en castellà i oficialment Ayora) és un municipi del País Valencià, capital de la comarca de la Vall de Cofrents. És el més poblat, més gran, més densament poblat, amb més entitats de població i més meridional de la comarca.

## Geografia
Aiora és capital de la comarca de la Vall de Cofrents, la qual s'estén al voltant del seu castell que se situa sobre un turó a 64 m d'altitud. El d'Aiora és el segon terme municipal més extens del País Valencià (després del de Requena) i la seua orografia és molt muntanyosa, està la muntanya La Palomera, 1.260 m i cim culminant de la comarca; La Hunde, una de les més importants reserves naturals del País Valencià, amb gran riquesa faunística i vegetal. Dins del terme municipal de la vila destaquen els ports del Buitre (1.084 m) i el d'Hunde (1.042 m).

## Història
La seua història s'emmarca en una dualitat complexa: a la seua oscil·lació geogràfica i política entre el Regne de Castella i el de València (menys de 40 anys), cal afegir-li la seua vinculació religiosa (arxiprestat) a la diòcesi de Cartagena primer (des del 1266), a la d'Oriola després (des del 1564) i recentment a la de València (1954); entre una vila de la Corona i un lloc de senyoriu; entre una economia eminentment agrària i una altra ramadera (apicultura) i comercial en funció de la seua situació fronterera; entre una població de majoria cristiana amb existència fins al segle xvii d'una moreria al seu nucli urbà i nuclis exclusivament mudèjars al seu voltant; i amb coexistència d'una petita noblesa, artesanat i professions mitjanes juntament amb les classes populars.
S'hi han trobat importants jaciments prehistòrics, com ara, les Coves de la Tortosilla (12000-6000 aC); l'abric del Sordo (9000-6000 a d C), ambdues amb importants pintures rupestres, i, sobretot, el Castellar de Meca (avui en mans privades) amb ruïnes de la major metròpoli ibèrica de les nostres terres, i una ciutat tallada en la roca a 1.100 m d'altitud; tot el conjunt és monument històric. També hi ha restes de l'ocupació romana en La Hunde i San Benito.
Musulmana, fou conquistada per Jaume I i, pel Tractat d'Almizra, donada a poblar als castellans l'any 1244. En 1281, pel tractat de Campillo, signat entre Pere el Gran d'Aragó i Alfons el Savi de Castella, es va integrar definitivament en el Regne de València, conservant la parla castellana dels seus inicials pobladors. El 1271 Alfons X li va concedir les franqueses del fur de Conca, primera carta pobla. El 1272 va assolir el títol de vila. El 1290 va abastar el dret de celebrar mercat i el 1315 el de fira. El 1336 va signar carta pobla als mudèjars de la població. El 1328 va passar per donació d'Alfons IV a sa muller Elionor i després al seu almirall Bernat de Sarrià, per a revertir més endavant a la Corona. El 1364 Pere IV li la va concedir al duc de Gandia. El 1422, la mort sense successió del duc feia que tornara a passar a la Corona. El 1429 Alfons V la va lliurar al futur Joan II, qui el 1431 la donarà a Didac Gómez de Sandoval, comte de Castro i Dénia. El 1452 la posseïa per dot sa muller, Isabel Lladró, de la qual darrere diverses vicissituds passarà el 1491 per renda a Roderic de Mendoza, marquès de Zenete, fill del cardenal, família que ostentarà el senyoriu fins al segle xix. Sa filla, Mencía de Mendoza, dona de gran influència en el renaixement valencià, va donar empenta a la ciutat i al seu castell fins a la seua mort sense descendència, en què va heretar-la sa germana Maria, esposa de Diego Hurtado de Mendoza. Amb el fill d'ambdós la vila entra en el Ducat de l'Infantado on roman fins al segle xix. Després de l'expulsió dels moriscos el cabdill Turigi es proclamà rei d'Aiora i la vall es va convertir en reducte dels rebels. L'aventura de Turigi acabà amb la desfeta de la revolta morisca i seua execució a València. El seu castell jugà un important paper en la trista batalla d'Almansa, sent l'únic nucli de resistència dels partidaris de l'arxiduc; la qual cosa va portar-li greus perjudicis econòmics amb la victòria i represàlies del Borbó. També hagué de sofrir la invasió napoleònica i, anys després, les incursions carlines, que cremaren el registre civil.
L'any 1979 va tindre lloc un greu incendi que va consumir gran part de la massa forestal del terme municipal d'Aiora.

## Economia
Econòmicament predomina l'agricultura de secà amb conreu de cereals, raïm, olivera, pomeres i ametlers. Junt a una ramaderia en retrocés, hi ha un important centre d'apicultura i alguns tallers tèxtils, on es manufacturen mantes de llana i espardenyes d'espart, i fins i tot explotacions de tipus forestal. La seua industrialització sempre ha estat feble i només es crearen alguns llocs de treball i empreses amb la central nuclear de Cofrents, la construcció de la qual va ser fortament contestada per la societat civil valenciana.

## Llocs d'interès

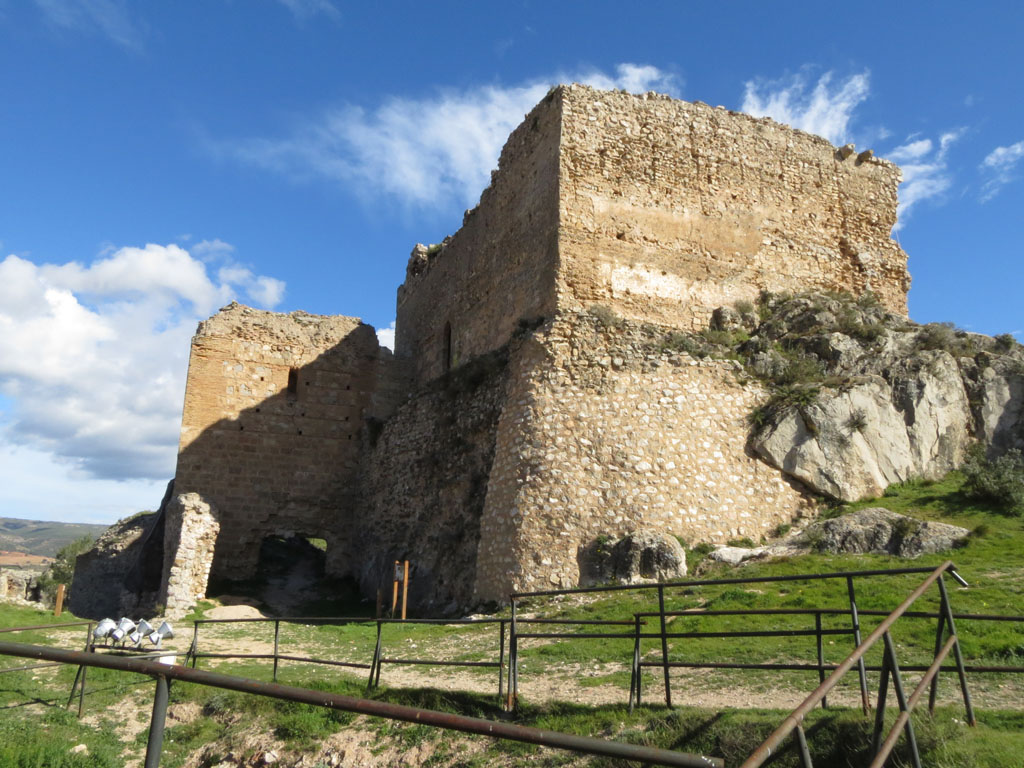
Castell d'Aiora

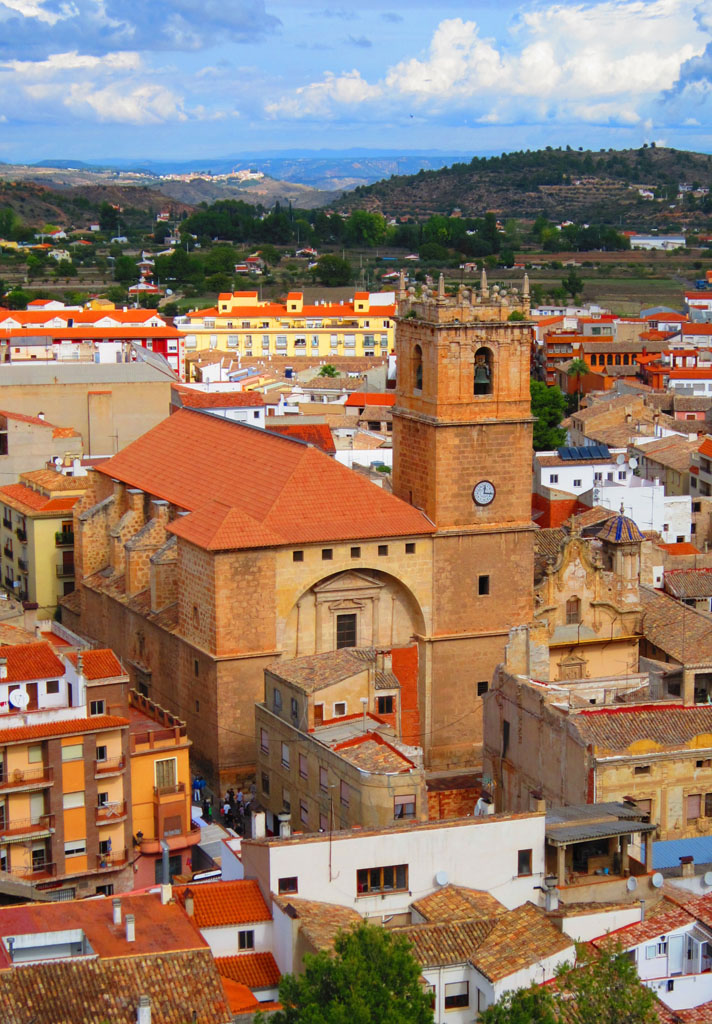
Església parroquial de Nostra Senyora de l'Assumpció

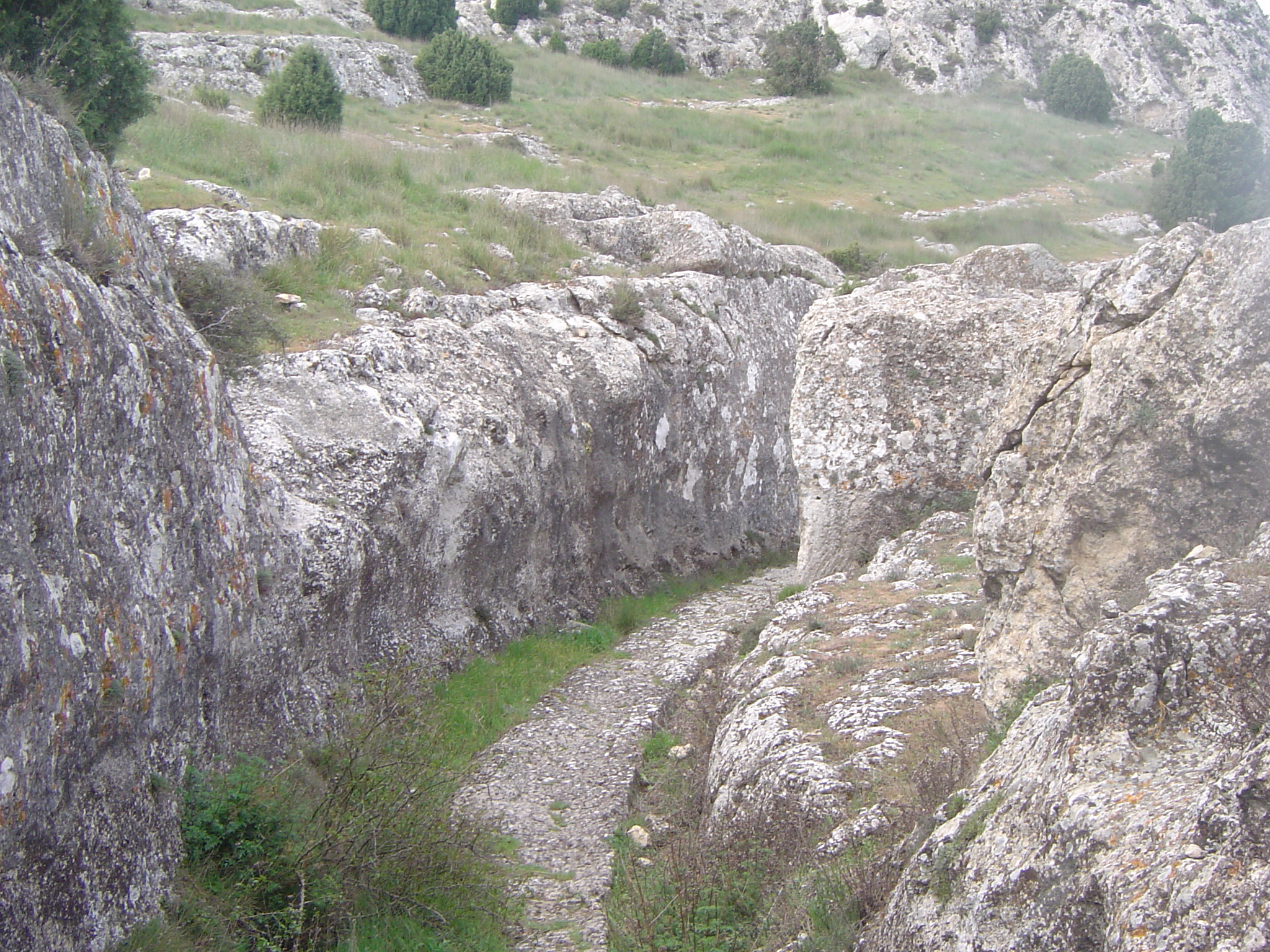
Poblat ibèric de Castellar de Meca.

- Castell d'Aiora: Palau-Fortalesa del Duc Del Infantado. Se situa en una elevació en el centre de la vila. Edificat possiblement a mitjan segle xiii, després de la reconquesta cristiana, sobre una antiga construcció àrab. El conjunt va estar compost pel palau-residència de quatre plantes, tenia dues places fortes i una gran torre de l'homenatge, a més d'altres dependències per a soldats i servitud, aljubs i jardins. El conjunt estava envoltat per prop de mil metres de muralles i torrasses de defensa. El castell va quedar arruïnat per les tropes de  Felip V a la Guerra de Successió Espanyola, però el seu bell perfil i les seues grans dimensions encara evoquen la seua presència històrica. Entre les seues restes cal destacar la torre de l'homenatge, de planta quadrada, la "porta falsa", manada construir per la Marquesa del Zenete al s. XVI, sobre la qual estava el seu escut d'armes, així com teles, muralles, cubs, fosses, cisternes.

- Església parroquial de Nostra Senyora de l'Assumpció: El patrimoni eclesiàstic té gran transcendència en la localitat. Menció especial mereix l'Església Parroquial de la Mare de Déu de l'Assumpció, un dels màxims exponents de l'arquitectura renaixentista de la Comunitat Valenciana.

- Església de Santa Maria la Major: Està situada al recinte emmurallat que dominava la població. Se sap que existia en època musulmana i la parròquia es degué fundar després de la reconquesta, sobre una antiga mesquita, cap al segle xv. Abandonada i possiblement danyada en la Guerra de Successió, en què el castell va ser destruït, va patir una important renovació al començament del segle xviii, ja que consta documentalment la seua devolució al culte en 1722, després d'un parèntesi en què va estar en ruïnes. Església d'una sola nau, amb capelles laterals i absis trapezoïdal. La nau, consta d'una sèrie de trams i cinc arcs apuntats de llums desiguals que oscil·len entre els 7,5 i 9,6 metres, de traçat rebaixat i tenint els tres primers del vèrtex de l'arc desplaçat respecte a l'eix de la nau, producte d'antigues reparacions. En l'altar major trobem un retaule de fusta d'estil barroc, que conté la imatge de Sant Blai. Està recorregut per diferents figures tallades així com amb decoració vegetal. A la dreta està la sagristia.

- Ermites: Aiora disposa de multitud d'ermites al llarg del municipi, de singular bellesa per la seua situació en l'entorn natural. Són l'Ermita de la Verge del Roser,  de l'Àngel, de la Creu,  Sant Antoni. Altres enclavades dins de la mateixa població són Santa Bàrbara, Santa Llúcia i Sant Josep.

- La Llotja: Edificada 1892 sobre el solar de l'antic Ajuntament. La seua airosa estructura metàl·lica és modernista i se situa en el centre del poble, a l'inici de la Plaça Major.

- Carrer  Marquesa de Zenete: Es té constància de la seua importància des de 1550. Cavanilles, geògraf i botànic valencià la va descriure com 'superior a quantes hi ha en el Regne, sense exceptuar les de la capital'. Té 10 metres d'ampla i 376 metres de llarga. Té diverses cases nobles, algunes amb interessants façanes modernistes.

- Carrer Sant Josep: carrer tot empedrat sobre del barri de la Solana, culmina al final amb l'ermita del mateix nom, Ermita de Sant Josep. És un carrer costerut i extens on des de dalt de carrer es poden veure vistes molt boniques d'Aiora.

- Convent de Sant Francesc: Fundat per l'orde franciscà, la seua construcció data de 1573, encara que va ser reedificat en 1778. Conserva el seu claustre de dos pisos. Actualment alberga la Casa de la Cultura, on es realitzen exposicions temporals i altres activitats, i l'Oficina de Turisme.

- Creu Coberta d'Aiora

- Creu de Sant Antoni: Situada a l'entrada de la vila des d'Almansa, és una creu de terme d'estil gòtic, treballada en pedra sota un edicle amb quatre columnes que l'acull. Se n'ha atribuït la construcció a Miguel Molsós, del segle xv, i ha sigut declarada Bé d'Interès Cultural (BIC) l'any 2011.

- Castellar de Meca: Poblat ibèric situat en una allargat altiplà, anomenat el puntal de Meca, situat a l'extrem nord-oest de la serra del Mugrón. Constituïx un impressionant conjunt, sent una de les ciutats ibèriques de l'Edat del Bronze més espectaculars de la península. Va ser declarat Monument Històric Artístic Nacional l'any 1931. La ciutat fortalesa, tallada en roca, sorprèn per la seua extensió, de més de deu hectàrees de superfície, així com per la complexa xàrcia d'arreplega d'aigües, basada en més d'un centenar de canalons grans i nombrosos aljubs tallats en roca viva; i també, sobretot, pel camí de carros d'accés al recinte, de vora un quilòmetre de longitud, en què destaquen les petjades obertes a la pedra produïdes per les rodes dels carros. A més, es conserven restes de les muralles ciclòpies, torres defensives, cases semiexcavades a la roca, escales, pessebres i abeuradors. A la importància cultural, arquitectònica i urbanística s'afig l'espectacularitat del paisatge que, amb els seus 1.058 metres d'altura sobre el nivell del mar, permet contemplar una panoràmica de gran bellesa.

- Pintures Rupestres dels abrics de Tortosilla i El Sord. Els abrics estan situats a l'est de la població, en plena serra, i contenen pintures rupestres d'art llevantí (fa 10.000 anys) amb temes relacionats amb la caça, apareixent representacions animals i humanes, destacant la figura de l'arquer, perfectament executada i ben conservada de l'abric del Sord. Des de 1998 tenen la categoria de Patrimoni Mundial per la UNESCO, i són, definitivament, el primer art aiorí i magnífic testimoni de la intel·lectualitat humana.

### Patrimoni natural
Aiora, amb un terme municipal de 446 km², és el segon més extens de la província de València. Eixa vastitud, juntament amb la situació a l'interior del país (envoltat per muntanyes de considerables altures: el Puntal de Meca, de 1058 m; el Puntal de Migdia, de 1.146 m; el Puntal de Tortolilla, de 1.199 m); el Penyal dels Mascles, de 1.091 m; i el Palomeras, de 1.258 m) determinen l'existència d'una gran abundància de recursos mediambientals i paisatgístics de gran bellesa, entre els quals podem destacar:
- Serra de Palomera: El pic de Palomera es troba a 1.258 metres sobre el nivell del mar, sent el punt més alt de la comarca. En una de les seues cares, a 1.000 metres d'altures, podem endinsar-nos en Cova Negra, que aconsegueix una profunditat de 200 metres aproximadament, amb àmplies galeries i amb abundància d'estalactites i estalagmites.

- L'Enfonsa: Al nord-est del municipi d'Aiora, al peu de la Serra Palomera o Queixal de l'Enfonsa, a 875 metres d'altura, trobem un dels patrimonis naturals més importants de la Comunitat Valenciana. Amb l'important cabal de la font de la Cadena, compon un grat paisatge, especialment recomanable per a campaments. Ocupa una extensa pineda, molt ben cuidat, espais per a zona d'acampada i zona d'esbarjo, perfectament equipats i una bassa circular que recull les aigües de la Cadena. Destaca la seua varietat faunística (geneta, senglar, àguila reial, àguila cuabarrada, esquirols ...) com vegetal (aurons, freixes, carrasques, savines, alzines i pins).

- La Serra d'Aiora: A l'est del municipi se situa la serra, amb aproximadament 20.000 ha. Amb una elevació de 1.000 msnm, permet contemplar a vista d'ocell la Vall d'Aiora i la Canal de Navarrés. Es tracta d'un massís que alberga multitud d'enclavaments naturals (fonts, abrics, coves ...) interessants per la seua riquesa quant a flora i fauna.

- Estret del Sabinar: Enclavament natural caracteritzat per estrets barrancs de pedra i basses naturals.

- La Falç: Paratge natural amb abundant vegetació a causa de la humitat de la zona. Es poden trobar diverses espècies d'aus com voltors.

- La Muntanya Major: Pic situat a uns dos quilòmetres aproximadament de la població amb una alçada de 1.108 metres que es caracteritza per la panoràmica, així com per l'ermita construïda en el seu cim, objecte de peregrinació cada tres de maig.

- Riu Redoncs: Riu, proper a la població, amb paratge, flora i fauna típica del riu.

- Vall d'Aiora: Aiora constitueix un punt de partida ideal per endinsar-se en la Vall, que engloba les poblacions de Zarra, Teresa de Cofrents, Jarafuel, Jalance, Cofrents i Cortes de Pallars, una de les comarques més desconegudes de la Comunitat Valenciana, però no per això menys sorprenent.
- Llacuna de San Benito.[1]

## Gastronomia
La gastronomia aiorina és molt rica; hi destacarem: l'ajetao, un guisat fet de creïlles i all; la gachamiga amb fetge i per damunt de tots tenen fama els gaspatxos. Bons embotits artesanals i dolços fets amb mel, tan abundant en la zona; especialment l'aiguamel feta amb carabassa cuita en almívar de mel.

## Demografia

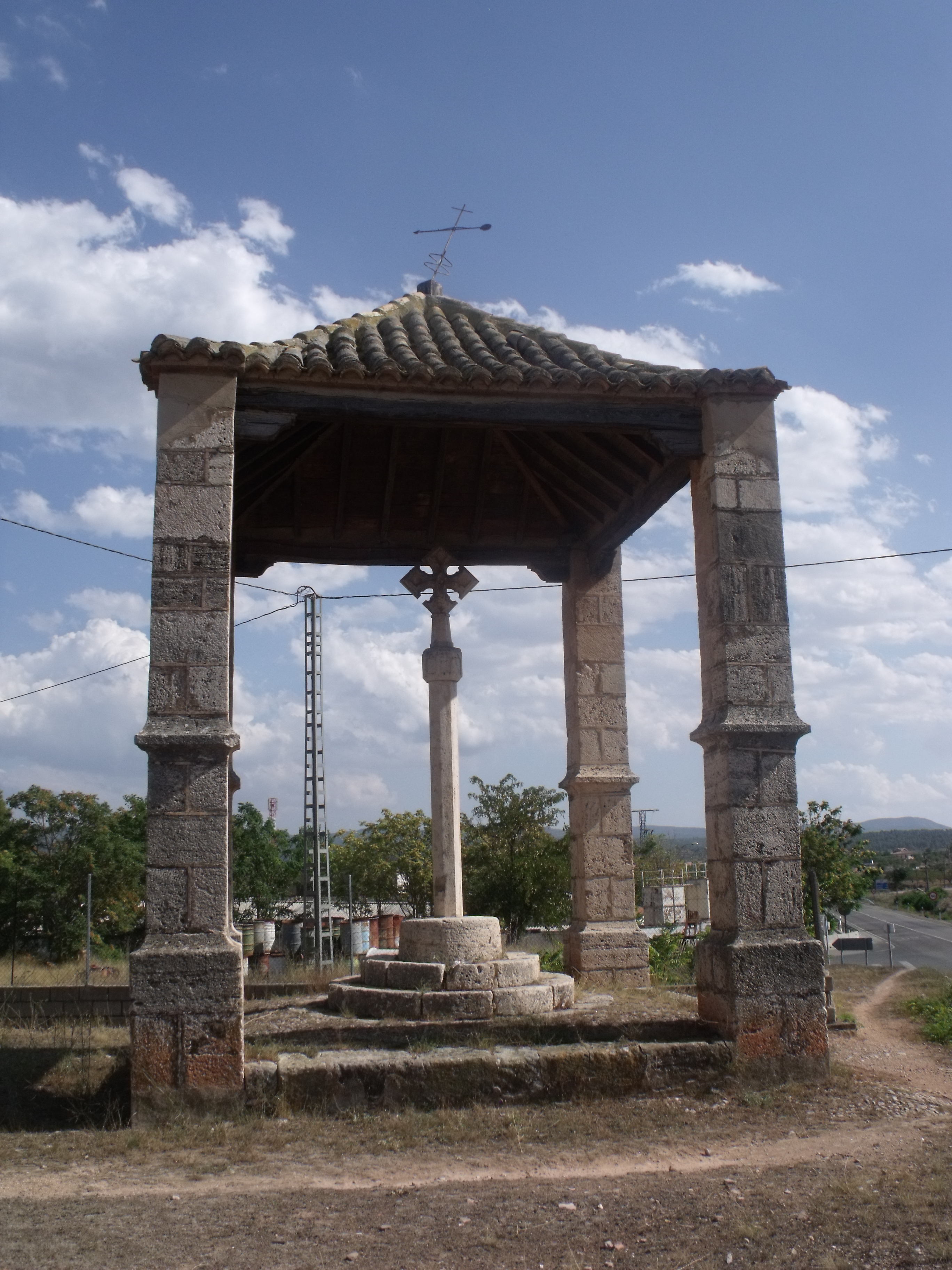
Creu de Sant Antoni

Aiora té 5.359 habitants (INE 2014), repartits pels nuclis de població d'Aiora, Casas de Madrona, San Benito i La Vega. En el cens de 2001 el 8,31% de la població va declarar saber parlar valencià.
| Població | 4.825 | 4.935 | 4.980 | 6.460 | 6.638 | 6.552 | 6634 | 6.870 | 6.412 | 5.691 | 6.083 | 5.402 | 5.497 | 5.489 | 5.359 |

## Política i govern

### Composició de la Corporació Municipal
El Ple de l'Ajuntament està format per 13 regidors. En les eleccions municipals de 26 de maig de 2019 foren elegits 7 regidors del Partit Popular (PP), 4 del Partit Socialista del País Valencià (PSPV-PSOE) i 2 de Vecinos por Ayora (VxA).
| Eleccions municipals de 26 de maig de 2019 - Aiora                                                                             |                                          |                                     |                                     |        |          |          |
| Candidatura | Candidatura                              | Candidatura                         | Cap de llista                       | Vots   | Vots     | Regidors |
| | Partit Popular                           |                                     | José Vicente Anaya Roig             | 1.571  | 47,84%   | 7 ()     |
| | Partit Socialista del País Valencià-PSOE |                                     | Demetrio Martínez Camarasa          | 1.023  | 31,15%   | 4 (+1)   |
| | Vecinos por Ayora                        |                                     | José Luis Cerdá Catalán             | 475    | 14,46%   | 2 ()     |
| | Altres candidatures                      |                                     |                                     | 198    | 6,03%    | 0 ( -1)  |
| | Vots en blanc                            |                                     |                                     | 17     | 0,52%    |          |
| Total vots vàlids i regidors                                                                                                   | Total vots vàlids i regidors             | Total vots vàlids i regidors        | Total vots vàlids i regidors        | 3.284  | 100 %    | 13       |
| | Vots nuls                                | Vots nuls                           | Vots nuls                           | 53     | 1,59%    |          |
| Participació (vots vàlids més nuls)                                                                                            | Participació (vots vàlids més nuls)      | Participació (vots vàlids més nuls) | Participació (vots vàlids més nuls) | 3.337  | 78,61%** |          |
| Abstenció | Abstenció                                | Abstenció                           | Abstenció                           | 908*   | 21,39%** |          |
| Total cens electoral | Total cens electoral                     | Total cens electoral                | Total cens electoral                | 4.245* | 100 %**  |          |
| Alcalde: José Vicente Anaya Roig (PP) (15/06/2019) Per majoria absoluta dels vots dels regidors (7 vots de PP)                 |                                          |                                     |                                     |        |          |          |
| Fonts: JEC, JEZ Requena, M. Interior, Periòdic Ara. (* No són vots sinó electors. ** Percentatge respecte del cens electoral.) |                                          |                                     |                                     |        |          |          |

### Alcaldes
Des de 2011 l'alcalde d'Aiora és José Vicente Anaya Roig del Partit Popular.
| Període                       | Alcalde o alcaldessa                   | Partit polític | Data de possessió     | Observacions        |
| ----------------------------- | -------------------------------------- | -------------- | --------------------- | ------------------- |
| 1979–1983                     | Manuel Piqueras Martínez               | PSPV-PSOE      | 19/04/1979            | --                  |
| 1983–1987                     | Rafael Anaya Ginés                     | AP-PDP-UL-UV   | 28/05/1983            | --                  |
| 1987–1991                     | Vicente Ávila Ródena                   | PSPV-PSOE      | 30/06/1987            | --                  |
| 1991–1995                     | Enrique Martínez Torrecilla            | PSPV-PSOE      | 15/06/1991            | --                  |
| 1995–1999                     | Pascual Manuel Ortiz Carpio            | PP             | 17/06/1995            | --                  |
| 1999–2003                     | Jesús Moreno Mut Francisco Gómez Pardo | PSPV-PSOE PP   | 03/07/1999 03/03/2001 | Moció de censura -- |
| 2003–2007                     | Francisco Gómez Pardo                  | PP             | 14/06/2003            | --                  |
| 2007–2011                     | Manuel López Gavidia                   | PSPV-PSOE      | 16/06/2007            | --                  |
| 2011–2015                     | José Vicente Anaya Roig                | PP             | 11/06/2011            | --                  |
| 2015–2019                     | José Vicente Anaya Roig                | PP             | 13/06/2015            | --                  |
| 2019-2023                     | José Vicente Anaya Roig                | PP             | 15/06/2019            | --                  |
| Des de 2023                   | José Vicente Anaya Roig                | PP             | 17/06/2023            | --                  |
| Fonts: Generalitat Valenciana |                                        |                |                       |                     |

## Festes
Les festes patronals són cap al 15 d'agost dedicades a la Verge de l'Assumpció.
Els carnestoltes estan abastant darrerament alguna importància.

## Personatges destacats
- Jaume Pérez, bisbe auxiliar de València que inspirà a Luter amb la seua obra sobre els Salms.
- Anastasio Chinchilla y Piqueras (1801-1867), metge i historiador.
- Enrique Crespo Aparicio (1853-1887), jurista i periodista.
- Evaristo Crespo Azorín (1863-1941), polític i catedràtic.
- Segundo Bru Parra (1949), polític, economista i professor.
- Clementina Ródenas (1949), política socialista, alcaldessa de la ciutat de València i presidenta de la Diputació de València.